# Карбон (округ, Вайомінг)
Шаблон:StateAbbr_ 41°41′ пн. ш. 106°56′ зх. д. / 41.69° пн. ш. 106.93° зх. д.
Ка́рбон (англ. Carbon County) — округ (графство) у штаті Вайомінг. Ідентифікатор округу 56007.

## Історія
Округ утворений 1868 року.

## Демографія
За даними перепису 2000 року загальне населення округу становило 15639 осіб, зокрема міського населення було 8894, а сільського 6745.
Серед них чоловіків було 8376, а жінок 7263. В окрузі було 6129 домогосподарств, 4134 родин, які мешкали в 8307 будинках.
Середній розмір родини становив 2,91.
Віковий розподіл населення поданий у таблиці:
| Стать    | До 15 років | 15-21 | 22-29 | 30-39 | 40-49 | 50-65 | 65-85 | Понад 85 |
| -------- | ----------- | ----- | ----- | ----- | ----- | ----- | ----- | -------- |
| Чоловіки | 1543        | 879   | 796   | 1221  | 1523  | 1507  | 808   | 99       |
| Жінки    | 1414        | 744   | 567   | 990   | 1273  | 1262  | 891   | 122      |

## Суміжні округи
- Натрона — північ
- Конверс — північний схід
- Олбані — схід
- Джексон, Колорадо — південний схід
- Роутт, Колорадо — південь
- Моффат, Колорадо — південний захід
- Світвотер — захід
- Фремонт — північний захід

## Виноски
1. ↑  US Decennial Census. US Census Bureau. Архів оригіналу за 26 квітня 2015. Процитовано 5 серпня 2015.
2. ↑  Historical Decennial Census Population for Wyoming Counties, Cities, and Towns. Wyoming Department of Administration & Information, Division of Economic Analysis. Архів оригіналу за 7 жовтня 2006. Процитовано 25 січня 2014.
3. ↑  State & County QuickFacts. US Census Bureau. Архів оригіналу за 8 липня 2011. Процитовано 25 січня 2014.(англ.) Наведено за англійською вікіпедією.
4. ↑  American FactFinder. Бюро перепису населення США. Архів оригіналу за 29 липня 2011. Процитовано 31 січня 2008.

| США | Це незавершена стаття з географії США. Ви можете допомогти проєкту, виправивши або дописавши її. |